# Rhombognathus thalassinus
Rhombognathus thalassinus is een mijtensoort uit de familie van de Halacaridae. De wetenschappelijke naam van de soort is voor het eerst geldig gepubliceerd in 1993 door Bartsch.